# Бакен
Ба́кен (від нід. baken — «береговий знак», що сходить до ниж.-франк. *bōkan) — узвичаєна у річників назва плавучого застережного знака, подібного до буя, який установлюють для загородження небезпечних місць поблизу фарватеру. Чимало бакенів обладнані ліхтарями та звуковими пристроями.
Бакен має конічну, циліндричну або кулясту форму і встановлюється на мертвому якорі. Конусоподібні бакени встановлюються зазвичай на лівій стороні суднового ходу, циліндричні і кулясті — на правій. Залежно від призначення бакени можуть мати червоне, чорне або біле забарвлення, а також забарвлення з вертикальними або горизонтальними смугами іншого кольору. Праву сторону суднового ходу позначають бакенами червоного, ліву — білого або чорного кольору. Для вказання поворотів використовують поворотні бакени: поворот праворуч позначає червоний бакен з білою або чорною горизонтальною смугою, поворот ліворуч — бакен білого кольору з чорною горизонтальною смугою (або бакен чорного кольору з білою горизонтальною смугою). Для позначення небезпеки з правої сторони фарватеру використовуються бакени червоного кольору з нанесеними хрестоподібно смугами чорного або білого кольору, для позначення небезпеки з лівої сторони — бакени білого кольору з чорними хрестоподібними смугами. Для позначення осі суднового ходу використовують білі бакени з двома чорними горизонтальними смугами. Для позначення звалів (місць, де напрямок течії не збігається напрямком суднового ходу) на протилежній звалу стороні встановлюються звальні знаки: на правій стороні бакен з червоною верхньою половиною і чорною (або білою) нижньою, на лівій — бакен з білою верхньою частиною і чорною нижньою. У місцях розділення суднового ходу використовуються розділові знаки: конічної форми, з вертикальними смугами червоного, чорного і білого кольорів.
Вночі на бакенах засвічують сигнальний вогонь червоного (правий берег) або білого (лівий берег) кольору, поблизу населених пунктів допускається заміна білого вогню зеленим. Іноді бакени додатково обладнують звуковими сигнальними пристроями.
У Російській імперії початку XX століття бакени виконували роль сучасних кардинальних знаків і знаків поодинокої небезпеки: знаки білого кольору ставилися на північній стороні мілини, чорного — на південній, червоні — над підводними каменями (а також на поворотах фарватеру). Деякі мали звукову сигналізацію з використовуванням дзвона, який розхитувався від хвилювання і попереджав про шторм.